# Michał Kleiber

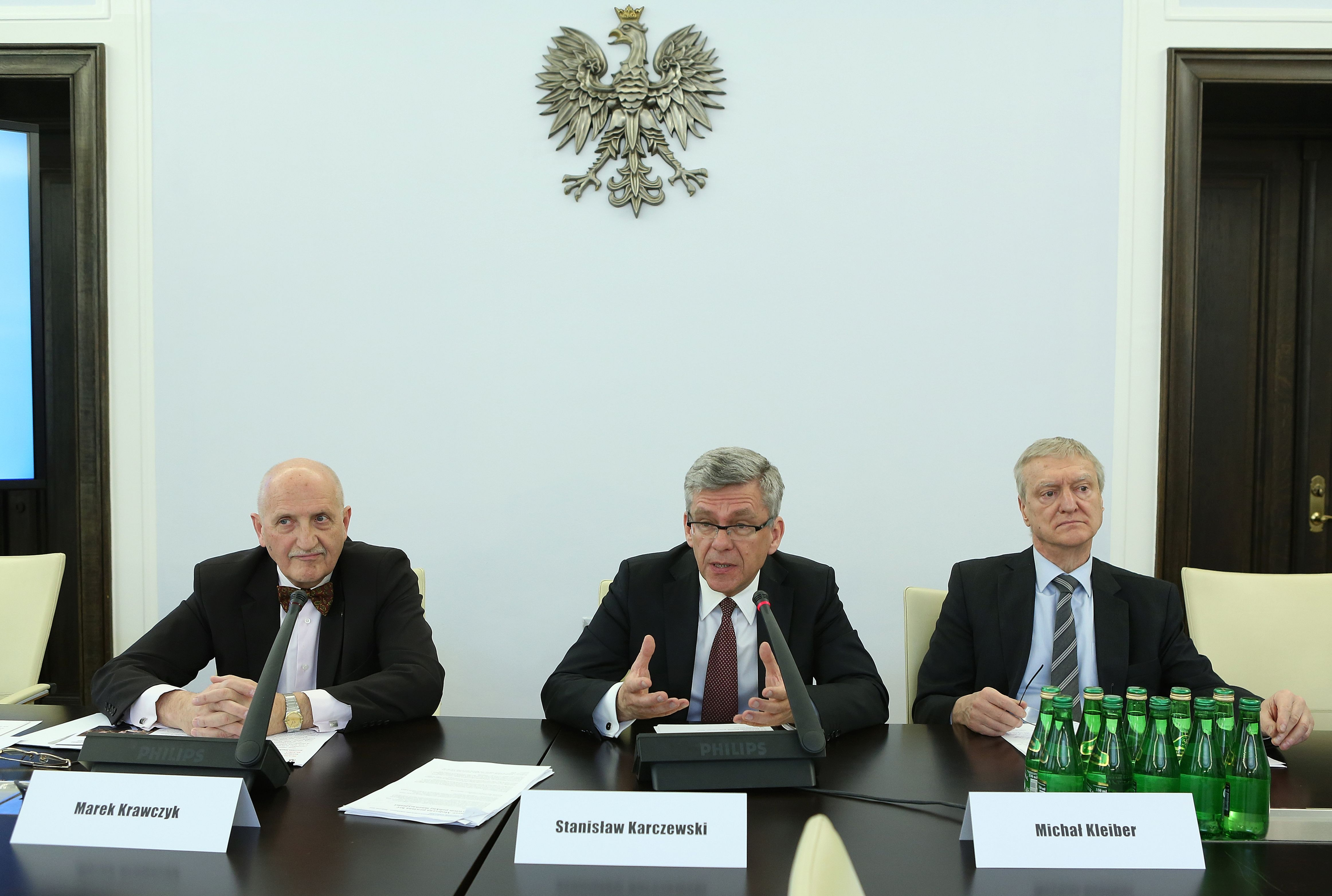
Michał Kleiber (pierwszy z prawej) podczas sympozjum poświęconego innowacyjności w medycynie w Senacie (2014)

Michał Aleksander Kleiber (ur. 23 stycznia 1946 w Warszawie) – polski mechanik i informatyk, nauczyciel akademicki, profesor nauk technicznych, w latach 2001–2005 minister nauki w rządach Leszka Millera i Marka Belki, w latach 2006–2010 doradca społeczny prezydenta Lecha Kaczyńskiego ds. kontaktów ze środowiskiem naukowym, w latach 2007–2015 prezes Polskiej Akademii Nauk, od 2020 przewodniczący Polskiego Komitetu ds. UNESCO. Kawaler Orderu Orła Białego.

## Życiorys
W młodości uprawiał tenis, był mistrzem Polski w drużynie Legii Warszawa. W wieku 11 lat został mistrzem Warszawy w swojej kategorii wiekowej. W ramach mistrzostw Polski grał przeciwko Wojciechowi Fibakowi; miał piłki meczowe, jednak ostatecznie przegrał to spotkanie. Był członkiem drużyny uczestniczącej w rozgrywkach niemieckiej ligi tenisowej.
Ukończył XIV Liceum Ogólnokształcące im. Klementa Gottwalda w Warszawie (1963). Uzyskał magisterium z budownictwa lądowego na Wydziale Inżynierii Lądowej Politechniki Warszawskiej (1969) oraz z matematyki na Wydziale Matematyki i Mechaniki Uniwersytetu Warszawskiego (1972). Otrzymywał następnie stopnie doktora i doktora habilitowanego. W 1989 nadano mu tytuł profesora nauk technicznych. Zawodowo związany z Instytutem Podstawowych Problemów Techniki PAN, w latach 1995–2006 pełnił funkcję dyrektora tej jednostki. Jest autorem około 250 publikacji naukowych i kilku książek poświęconych zastosowaniom nowoczesnych metod komputerowych w badaniach naukowych, technice i medycynie.
W latach 1976–1981 pracował na niemieckich uniwersytetach w Stuttgarcie, Hanowerze i Darmstadt. W latach 1983–1984 był profesorem wizytującym na Uniwersytecie Kalifornijskim w Berkeley, w latach 1992–1993 na Uniwersytecie Tokijskim.
W 1994 został redaktorem naczelnym czasopisma naukowego „Archives of Computational Methods in Engineering” oraz członkiem zarządu International Association of Computational Mechanics. Był przewodniczącym Rady Dyrektorów Placówek Naukowych PAN oraz członkiem Centralnej Komisji ds. Stopni Naukowych i Tytułu Naukowego. W latach 1998–2001 reprezentował Polskę w Radzie Gubernatorów Wspólnego Centrum Badawczego Unii Europejskiej.
Zasiadał w konwencie Ruchu Stu. Od 19 października 2001 do 31 października 2005 był ministrem nauki i szkolnictwa wyższego (od 2 maja 2004 ministrem nauki i informatyzacji) w rządach Leszka Millera oraz Marka Belki. Kierował również zlikwidowanym w 2005 Komitetem Badań Naukowych. W latach 2006–2010 sprawował funkcję doradcy społecznego prezydenta Lecha Kaczyńskiego ds. kontaktów ze środowiskiem naukowym.
Został członkiem rzeczywistym PAN. Od 1 stycznia 2007 do 19 marca 2015 zajmował stanowisko prezesa PAN. Wybrany na członka Austriackiej Akademii Nauk (2002), Europejskiej Akademii Nauk i Sztuk (2006, w 2015 wybrany na jej wiceprezesa), Academia Europaea (2009), Senatu Leopoldiny (2011–2015), Europejskiej Rady Badań (2006–2011), Senatu Europejskiego Towarzystwa Badań Materiałowych (2018), oraz Komitetu Sterującego Rady Zarządzającej Europejskiej Fundacji Nauki w Strasburgu (2007–2010). Został także członkiem Społecznego Komitetu Odnowy Zabytków Krakowa (2009), Akademii Inżynierskiej w Polsce oraz Towarzystwa Naukowego Warszawskiego. W 2015 objął funkcję ambasadora Komisji Europejskiej ds. nowej narracji europejskiej, którą pełnił do 2019.
W 2005 powołano go na stanowisko prezesa European Materials Forum, zaś w 2017 zgromadzenie ogólne The European Community on Computational Methods in Applied Sciences (ECCOMAS) wybrało Michała Kleibera na prezydenta tej organizacji naukowej.
Został przewodniczącym kapituł konkursów „Teraz Polska” i „Popularyzator Nauki” (którego był inicjatorem), a także przewodniczącym kapituły Rankingu Szkół Wyższych „Perspektywy”. Od 2017 redaktor naczelny portalu internetowego i miesięcznika opinii „Wszystko Co Najważniejsze”.
We wrześniu 2020 minister spraw zagranicznych Zbigniew Rau powołał go na funkcję przewodniczącego Polskiego Komitetu ds. UNESCO na pięcioletnią kadencję.

## Życie prywatne
Żonaty z lekkoatletką Teresą Sukniewicz-Kleiber, w 1970 wybraną najlepszym sportowcem Polski w Plebiscycie „Przeglądu Sportowego”.

## Odznaczenia i wyróżnienia
Ordery i odznaczenia
- Order Orła Białego (2016, w uznaniu znamienitych zasług dla rozwoju polskiej nauki, za wybitne osiągnięcia w pracy publicznej i państwowej)[22][4], powołany następnie w skład Kapituły tego orderu[23], której w 2021 został kanclerzem[24]
- Krzyż Kawalerski Orderu Odrodzenia Polski (1998, za wybitne zasługi w pracy naukowej i dydaktycznej)[25]
- Krzyż Oficerski Orderu Narodowego Zasługi (Francja, 2012)[26]
- Złota i Srebrna Gwiazda Orderu Wschodzącego Słońca (Japonia, 2012)[27]
- Krzyż Wielkiego Komandora Orderu Feniksa (Grecja, 2014)[28]
- Krzyż Oficerski Odznaki Honorowej za Naukę i Sztukę (2018)[29]

Nagrody i wyróżnienia
W 2001 wyróżniony Nagrodą Fundacji na rzecz Nauki Polskiej za opracowanie nowych metod analizy i optymalizacji w nieliniowej termomechanice ciał odkształcalnych. W 2007 otrzymał tytuł „Ambasadora Gospodarki Elektronicznej” przyznany przez Związek Banków Polskich, a w 2012 Nagrodę im. Adama Mickiewicza nadawaną przez Trójkąt Weimarski za zasługi dla współpracy polsko-niemiecko-francuskiej. W 2014 wyróżniony Złotym Medalem z Diamentem wręczonym przez Akademię Polskiego Sukcesu oraz Specjalną Perłą Honorową za wieloletnią promocję Polski zagranicą, którą przyznał mu magazyn „Polish Market”.
W 2014 redakcja serwisu PAP „Nauka w Polsce” nadała mu Nagrodę Jubileuszową w ramach konkursu „Popularyzator Nauki”. W tym samym roku otrzymał wyróżnienie „Osobowość 25-lecia Wolności RP” przyznane za działalność na rzecz rozwoju cywilizacyjnego przez Mazowieckie Zrzeszenie Przemysłu, Handlu i Usług. W 2019 wyróżniono go tytułem „Lidera Bezpieczeństwa Narodowego” nadanym przez grupę organizacji działających na rzecz bezpieczeństwa narodowego, tytułem „Człowieka Roku 2018” przyznanym przez Federację Związków Powiatów i Gmin RP, statuetką „Złoty Inżynier Ćwierćwiecza” przyznaną przez Federację Stowarzyszeń Naukowo-Technicznych NOT oraz tytułem „Superoptymista Roku” nadanym przez Fundację Jestem Optymistą.
Tytuły doktora honoris causa przyznały mu Politechnika Lubelska (2003), Politechnika Krakowska (2004), Politechnika Śląska (2011), Uniwersytet Kazimierza Wielkiego w Bydgoszczy (2012), Akademia WSB w Dąbrowie Górniczej (2021) i Zachodniopomorski Uniwersytet Technologiczny w Szczecinie (2021). Tożsame wyróżnienia nadały mu również uczelnie w Mons i Darmstadt oraz Polski Uniwersytet na Obczyźnie w Londynie. Uczelnia École nationale d’ingénieurs de Metz przyznała mu tytuł inżyniera honorowego. Wyróżniony także przyznawanym w Belgii medalem za osiągnięcia innowacyjne.
Laureat Medalu Kalos Kagathos nadawanego sportowcom osiągającym sukcesy również poza sportem (2003). W 2017 otrzymał nagrodę specjalną i członkostwo honorowe Stowarzyszenia Autorów ZAiKS. Otrzymał również Medal 70-lecia Polskiej Informatyki, przyznany przez kapitułę Polskiego Towarzystwa Informatycznego w 2018.